# 2016年大巴萨姆枪击事件
2016年3月13日，三名枪手在科特迪瓦的大巴萨姆的一处海滩度假村发动袭击。至少造成18人死亡33人受伤。

## 袭击
法新社称，三名全副武装的袭击者所袭击的旅馆为法国侨民所有。官方称，共有15名游客和3名特种部队成员在袭击中遇难。
根据目击者描述，袭击者身着便装，头戴巴拉克拉瓦头套，装备了AK-47突击步枪和手榴弹。 袭击者在到达La Paillote旅馆后与警察交火。当地居民和游客被疏散至附近被临时关闭的旅馆。
美联社从科特迪瓦官员方面获悉，6名袭击者被击毙。 据传闻称，袭击者曾大喊“安拉胡阿克巴”。 袭击发生时，一个美国大使代表团正在大巴萨姆逗留。但驻阿比让的美国大使馆发布声明称，没有证据显示恐怖分子目标是美国公民，他们目前也没有接到美国公民伤亡的报告。
伊斯兰马格里布基地组织(AQIM)和Al-Mourabitoun宣布对这起袭击负责。 3月17日，AQIM组织公布了袭击者名单：来自Al-Mourabitoun组织的 Hamza al-Fulani 和来自“沙漠之国”的 Abu Adam al-Ansari Abderrahmane al-Fulani 。

## 各方反应

### 本国
- 科特迪瓦总统阿拉萨内·瓦塔拉在视察袭击地点后说：“我们将不会容忍这种懦弱的袭击。”[15]

### 国际反应
- 加拿大: 加拿大全球事务部发布声明称“我们对科特迪瓦的恐怖袭击表示谴责，我们向遇难者默哀” [16]

- 法國: 法国总统弗朗索瓦·奥朗德声明称他对大巴萨姆海滩上发生的这起致使大量人员（包括一名法国人和多名法国特种部队成员）死亡的事故表示强烈谴责。[17] 法方将对科特迪瓦政府追缉凶手的行动提供后勤和情报支援。[18]
- 印度: 印度总理纳伦德拉·莫迪对袭击者表示谴责，并对遇难者家属致以问候，希望他们的伤痛能被早日抚平。[19][20]
- 英国: 英国首相戴维·卡梅伦在推特上说：“我对发生在安卡拉和科特迪瓦的这两起可怕的袭击感到震惊，我的心永远和你们在一起。”[21]
- 美国: 美国国家安全委员会在一份声明中对恐怖袭击表示谴责并向受害者及其亲属致以慰问。他们也赞扬了科特迪瓦和法国安全人员面对恐怖袭击的勇敢表现。[22]